# Caterina Banti
Caterina Banti (n. 13 iunie 1987, Roma, Italia) este o sportivă ce a reprezentat Italia, medaliată olimpică. A participat la o ediție a Jocurilor Olimpice (2020) în care a câștigat o medalie de aur.

## Participări
Lista de mai jos prezintă principalele competiții la care a participat Caterina Banti de-a lungul carierei.
- Navigație la Jocurile Olimpice de vară din 2020 – Nacra 17[2]